# Тентипет
Тентипет (егип. t n.t jpt) — древнеегипетская царица XX династии, супруга фараона Рамсеса IV и мать Рамсеса V. Хотя о личности жены Рамсеса нигде не упомянуто, титулы в её гробнице QV74 указывают, что она вероятный кандидат на супругу правителя.
Упоминания имени Тентипет вместе с Рамсесом встречаются в храме Хонсу, в храмовом комплексе Карнака. Вероятно, она была дочерью Рамсеса III и сводной сестрой своего мужа.
Тентипет похоронена в гробнице QV74 в Долине Цариц.